# 美山公園 (糸魚川市)

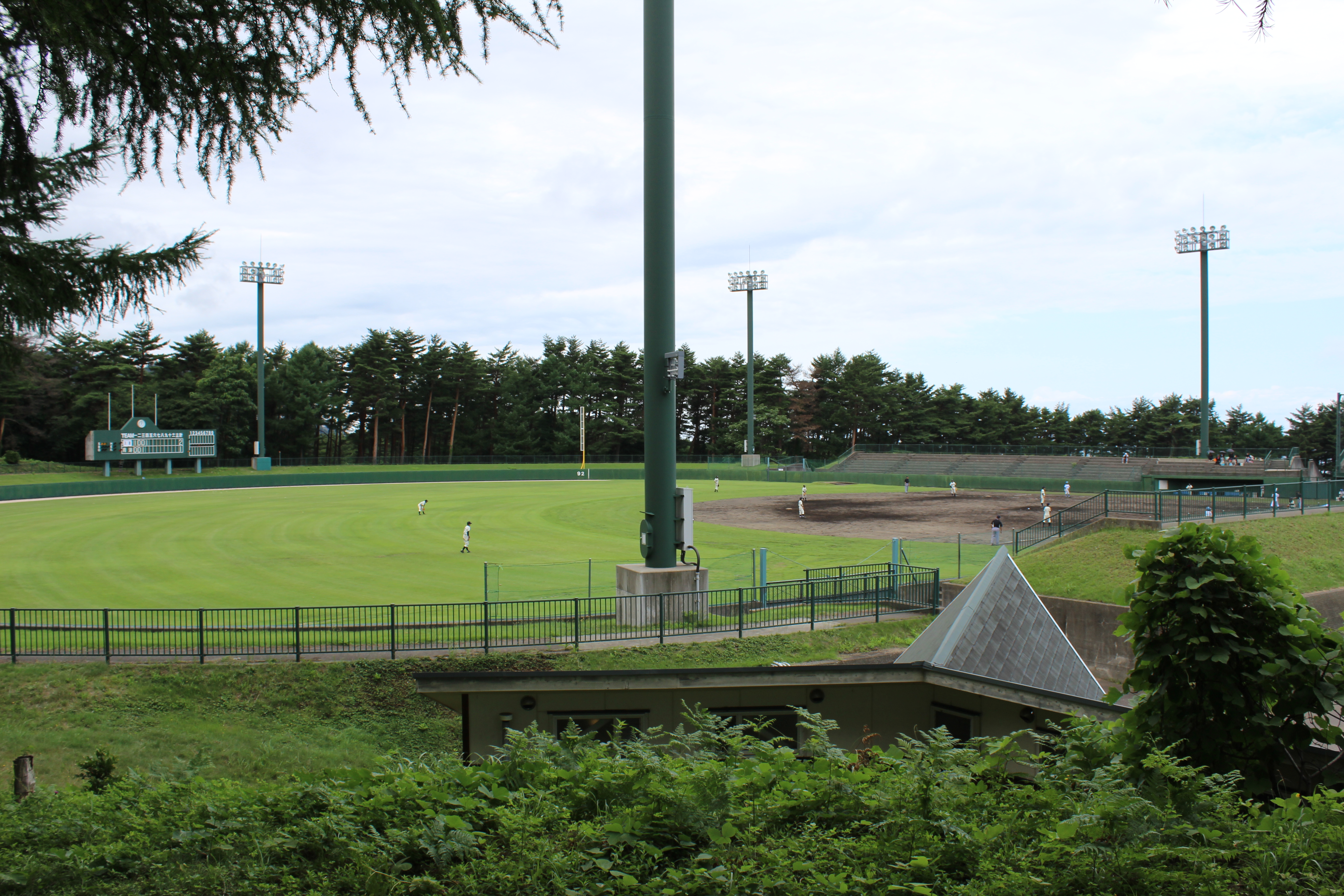
美山球場

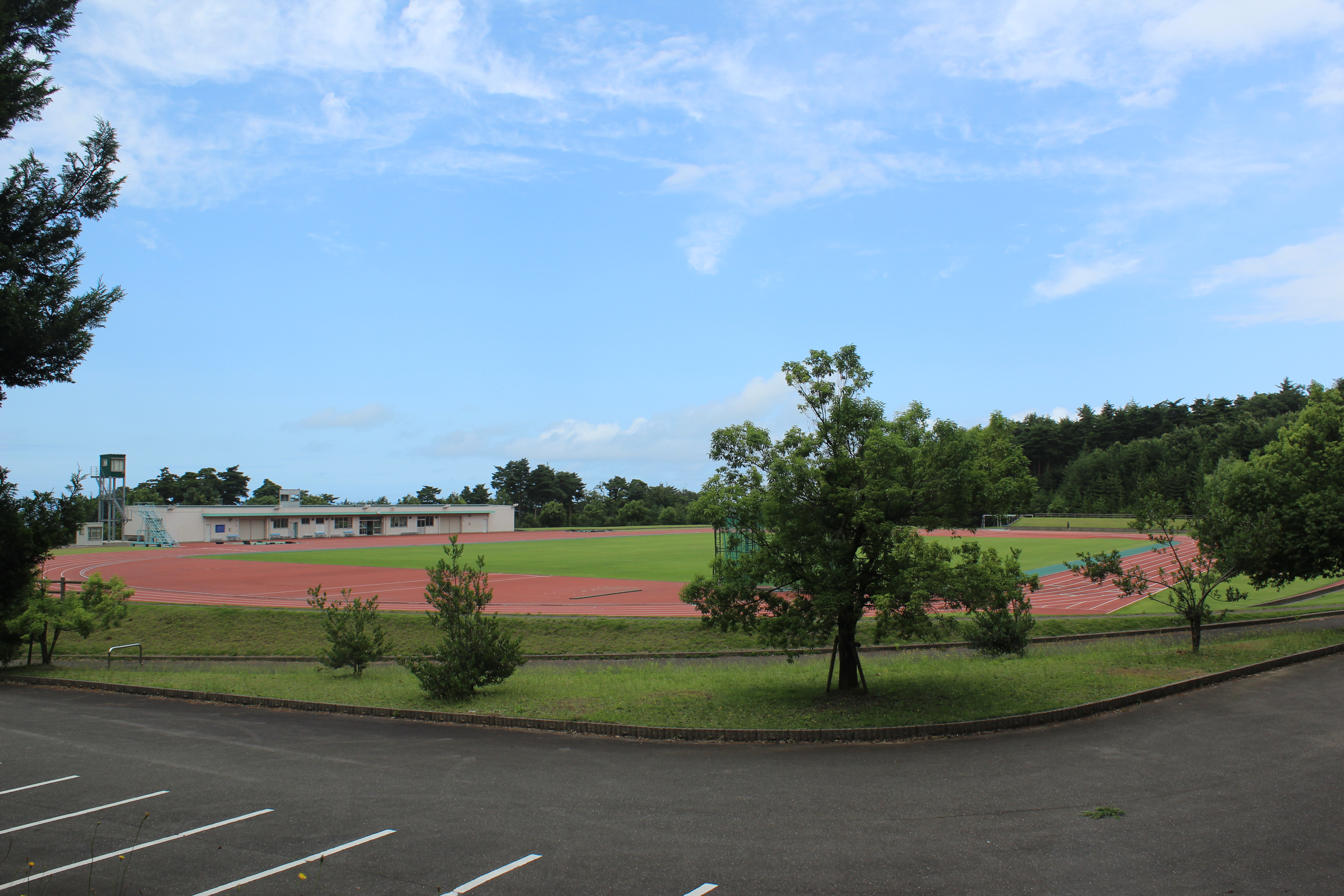
美山陸上競技場

美山公園（みやまこうえん）は、新潟県糸魚川市の市街地南部丘陵（標高100m）に位置する面積578,832m2公園である。
桜の名所としても有名であり、春には公園内のソメイヨシノ約2,000本の桜が咲き誇る。

## 沿革
- 1974年（昭和49年）10月20日 - 『市民の庭』が完成。市制施行20周年記念植樹[4]。
- 1976年（昭和51年）
  - 同年中 - 供用開始[2]。
  - 9月 - オリエンテーリングコースが完成[5]。
  - 11月22日には展望台がオープン[6]。
- 1978年（昭和53年）6月18日 - 『青年の像』除幕式[7]。
- 1979年（昭和54年）5月28日 - 第一テニスコート完成[8]。
- 1985年（昭和60年）9月14日 - 美山球場完工[9]。
- 1987年（昭和62年）4月21日 - 同年4月22日まで森林火災が発生[10]。
- 1989年（平成元年）7月25日 - キャンプ場がオープン[11]。
- 1993年（平成5年）7月23日 - 陸上競技場完成[12]。
- 1994年（平成6年）4月25日 - フォッサマグナミュージアムが開館[13]。

## 主な施設
出典は糸魚川市公式サイトによる。
フォッサマグナミュージアム
詳細はフォッサマグナミュージアムを参照。
長者ヶ原遺跡・長者ヶ原考古館
詳細は長者ヶ原遺跡、長者ケ原考古館を参照。
わんぱく広場
複合遊具や小さな児童向けの遊具がある。
美山球場
この球場でルートインBCリーグ・新潟アルビレックスBCの主催による公式戦が行われる。試合開催の経緯は当該項を参照。
美山多目的グラウンド
美山陸上競技場
第三種公認競技場。トラックは1周400m。
美山グラウンド・ゴルフ場
美山キャンプ場
カラマツ林に囲まれたキャンプ場。
相馬御風歌碑
糸魚川の文人、相馬御風の歌碑。
水道タンク展望台
日本海や北アルプスが見渡せる展望台。
お花見広場
催し物広場
市民クラブハウス美山
美山管理棟
駐車場
614台分を完備。

## 交通
出典→
- 鉄道
  - JR北陸新幹線・えちごトキめき鉄道糸魚川駅から徒歩50分、バス・タクシーで10分。バス利用の場合は糸魚川駅アルプス口発の美山公園・博物館線に乗車し、「美山公園」「長者ケ原考古館」「フォッサマグナミュージアム」下車。
  - JR大糸線姫川駅から徒歩50分。
- 道路
  - E8北陸自動車道糸魚川ICから約10分。